# Folha de repolho

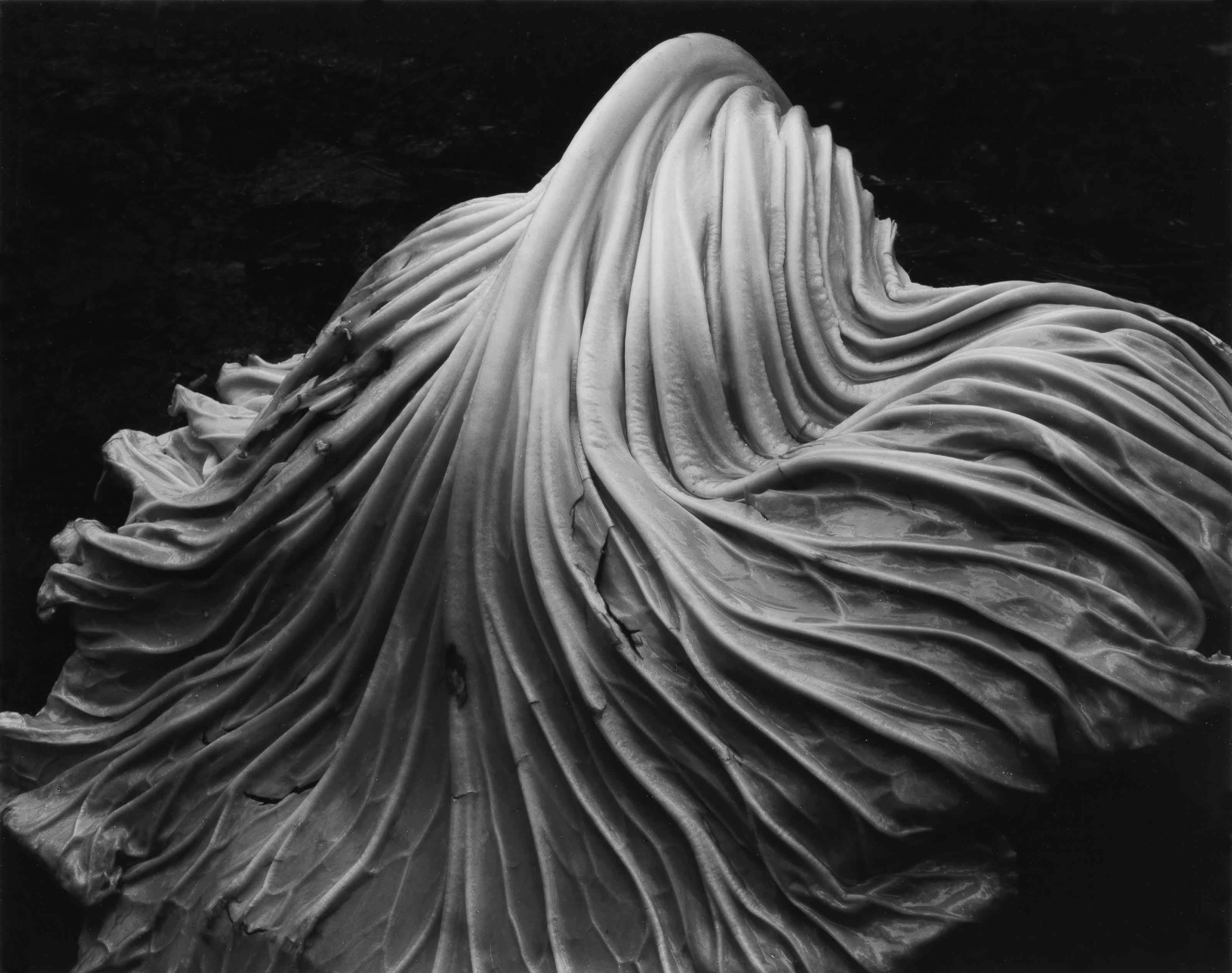
imagem em preto e branco de uma folha de repolho fotografada por Edward Weston.

Folha de repolho é uma foto em preto e branco tirada por Edward Weston em 1931. A imagem demonstra o renovado interesse do artista pelas texturas físicas de vegetais, conchas e outros objetos que foram tema de muitas de suas fotos na época.
Weston deu atenção especial aos repolhos e fotografou vários arranjos desse vegetal, de 1929 a 1936. A atual Folha de Repolho é provavelmente a mais conhecida desta série. Retrata uma folha de repolho esfolada em exposição, em grande plano monumental, deitada sobre um fundo escuro, enquanto destaca sua estrutura espinhal e estriamentos lineares, como se fosse uma escultura em relevo. É um dos muitos exemplos de sua abordagem à fotografia direta (straight photography) na época, ao mesmo tempo que mostra a influência do surrealismo. No começo dos anos 1930, na época em que tirou esta foto, ele escreveu que: “[o] repolho renovou meu interesse, corações maravilhosos, como marfim esculpido, folhas com veios como chamas, com formas curvas como a concha mais requintada ... em o repolho eu sinto todo o segredo da força da vida."
Existem várias cópias desta foto, incluindo aquelas preservadas no Art Institute of Chicago, no Museum of Modern Art, Nova York, no National Museum of American History, Washington, DC, e no San Francisco Museum of Modern Art.